# Victor Alfieri
Victor Alfieri (Roma, 30 luglio 1971) è un attore italiano naturalizzato statunitense.

## Biografia
Attore di cinema e televisione, dal 1994 vive in California a Los Angeles.
Tra i suoi lavori le soap opera Il tempo della nostra vita (1996-1998) e Beautiful (2000-2009); il film per la televisione La primavera romana della signora Stone (2003) con Helen Mirren; le apparizioni in serie televisive come Alias ed Elisa di Rivombrosa (2005) e CSI: Miami (2006); la miniserie televisiva Pompei, ieri, oggi, domani (2007); i film Encantado (2002), My Sexiesty Year (2007) e My Father's Will (2009).
Nel 2007 ha scritto e diretto il cortometraggio-thriller J.E.S. Nel 2009 ha partecipato al film di Ron Howard Angeli e demoni. Nel 2010 ha preso parte alla serie TV Persone sconosciute, Southland (2010-2011), lavora con J. J. Abrams in Alias e Undercovers, nel 2012 partecipa alla serie The Mentalist. Victor ha diretto anche dei cortometraggi e il lungometraggio Looking for Clarissa.
Nel 2020 ha partecipato come italiano residente all'estero alla dodicesima puntata della terza stagione di Little Big Italy ambientata a Los Angeles.

## Filmografia

### Cinema
- Encantado, regia di Corrado Colombo (2002)
- I-see-you.com - regia di Eric Steven Stahl (2006)
- My Sexiesty Year, regia di Howard Himelstein (2007)
- My Father's Will, regia di Fred Manocherian (2008)
- Angeli e demoni (Angels & Demons), regia Ron Howard (2009)
- Red Gold, regia di John Irvin (2009)
- Nephilim, regia di Danny Wilson (2010)
- The Stalker, regia di Giorgio Amato (2014)

### Televisione
- Il cielo non cade mai, regia di Gianni Ricci e Tonino Valerii – miniserie TV (1992) - cameo
- La signora in giallo (Murder, She Wrote) – serie TV, episodio 12x08 (1995)
- L'atelier di Veronica (Veronica's Closet) – serie TV, 1 episodio (1998)
- Il tempo della nostra vita (Days of Our Lives) – soap opera, 100 episodi (1995-2000)
- Jack & Jill – serie TV, 1 episodio (2001)
- La primavera romana della signora Stone (The Roman Spring of Mrs. Stone), regia di Robert Allan Ackerman – film TV (2003)
- I'm with Her – serie TV, 1 episodio (2003)
- Frasier – serie TV, 2 episodi (2003)
- Alias – serie TV, 1 episodio (2005)
- Elisa di Rivombrosa – serie TV (2005)
- CSI: Miami – serie TV, 1 episodio (2006)
- Pompei, ieri, oggi, domani, regia di Paolo Poeti – miniserie TV (2007)
- Beautiful (The Bold and the Beautiful) – soap opera, 46 episodi (1999-2009)
- La valle dei pini (All My Children) – soap opera, 4 episodi (2010)
- Persone sconosciute (Persons Unknown) – serie TV, 3 episodi (2010)
- Undercovers – serie TV (2010-2011)
- Southland – serie TV, 6 episodi (2011-2013)
- The Whole Truth – serie TV (2011)
- The Mentalist – serie TV, 1 episodio (2012)
- NCIS: Hawai'i – serie TV, episodio 3x01 (2024)

## Doppiatori italiani
Nelle versioni in italiano delle opere in cui ha recitato, Victor Alfieri è stato doppiato da:
- Davide Marzi in CSI: Miami, NCIS: Hawai'i
- Nino Prester in Alias
- Enrico Di Troia in Angeli e demoni